# Rallye de Russie
Le Rallye de Russie (Rally Russia) est une épreuve de rallye russe se déroulant sur terre annuellement.

## Histoire
Dès sa création, ce rallye est intégré à l'Intercontinental Rally Challenge, pour trois saisons consécutives de ce championnat. Son départ a lieu à la mi-juillet de Vyborg, ville de l'oblast de Léningrad située au nord du pays.
Il entre immédiatement en concurrence avec le rallye de Novorossiysk (asphalte jusqu'en 2003, lui aussi terre par la suite et comptant pour la Coupe FIA d'Europe de l'Est depuis 2009), qui se déroule quant à lui au sud du pays au fond de la baie de Tsemes durant les trois derniers jours de septembre depuis 1998, et qui porte le nom de "rallye Novorossiysk de Russie" depuis... 2008, année où il demande son inscripton au calendrier du Championnat du monde des rallyes (à partir de 2011). Le pilote russe Sergey Uspenski, le plus emblématique de son pays au niveau international avec Evgeny Novikov, l'inscrit à son palmarès en 2005 et 2012, et l'italien Marco Tempestini en 2010. Son positionnement dans le calendrier permet souvent de connaître le vainqueur du championnat avant son terme.
Deux "rallyes de Russie" différents ont dont coexisté en 2008 et 2009, à 2 mois et demi d'écart l'un de l'autre.

## Palmarès en IRC (Vyborg)
| Année | Pilote        | Copilote       | Voiture                        | Championnat international |
| ----- | ------------- | -------------- | ------------------------------ | ------------------------- |
| 2007  | Anton Alén    | Timo Alanne    | Fiat Abarth Grande Punto S2000 | IRC                       |
| 2008  | Juho Hänninen | Mikko Markkula | Peugeot 207 S2000              | IRC                       |
| 2009  | Juho Hänninen | Mikko Markkula | Škoda Fabia S2000              | IRC                       |